# اریک باک
اریک باک (به انگلیسی: Eric Bach) دانشمند رایانه آمریکایی است که در نظریه اعداد محاسباتی مشارکت داشته است.
باک تحصیلات خود را در مقطع کارشناسی در دانشگاه میشیگان، آن آربور به پایان رساند و دکترای خود را در علوم رایانه از دانشگاه کالیفرنیا، برکلی، در سال ۱۹۸۴ تحت نظارت مانوئل بلوم دریافت کرد. او در حال حاضر استاد بخش علوم رایانه دانشگاه ویسکانسین-مدیسون است. در میان کارهای دیگر، او مرزهای صریحی برای قضیه چگالی چبوتارف ارائه داد. او همنام الگوریتم باخ برای تولید اعداد تصادفی فاکتورگیری را شکل داد.